# Syndicat des enseignants des Fidji
Pour les articles homonymes, voir FTU.
Le Syndicat des enseignants des Fidji (anglais : Fiji Teachers Union, FTU) est un syndicat fidjien.

## Histoire
Précédé par l'Association des enseignants de Lautoka et par l'Association des enseignants méthodistes (à Suva), le Syndicat des enseignants des Fidji est initié en 1929 et officiellement fondé en mars 1930 pour défendre les intérêts de tous les enseignants de ce qui est alors la colonie britannique des Fidji. Son président fondateur est Ami Chandra,.
Le FTU se veut multi-ethnique, mais en 1934 est fondé un syndicat rival, l'Association des enseignants indigènes (devenu ensuite l'Association des enseignants fidjiens, FTA), pour les enseignants fidjiens autochtones. En 1952, sur recommandation du sous-secrétaire d'État aux Colonies du gouvernement travailliste britannique, John Dugdale, le FTU fédère avec quatre autres organisations syndicales -le Syndicat des travailleurs du sucre (Chini Mazdur Sangh, en hindi des Fidji), le Syndicat des travailleurs fidjiens des mines (Fijian Mineworkers Union), le Syndicat des employés des aéroports des Fidji (Fiji Airport Employees Union) et le Syndicat des employés du Département des Travaux publics des Fidji (Fiji Public Works Department Employees Union)- pour fonder le Congrès des travailleurs industriels des Fidji, qui deviendra le Congrès des syndicats des Fidji ; Ami Chandra, président du FTU, devient le premier président de cette fédération. En 1982, les deux syndicats d'enseignants forment la Confédération des enseignants des Fidji (Fiji Teachers Confederation, FTC) pour coopérer ; en 1983 la FTA devient membre à son tour du Congrès des syndicats des Fidji, et en 1985 à la fois le FTU et la FTA organisent une grève contre ce qu'ils perçoivent comme la volonté du gouvernement de Ratu Kamisese Mara de précariser le métier d'enseignant du service public,. En juin 2021, le secrétaire général de la FTA, Paula Manumanunitoga, initie des discussions avec le FTU pour fusionner leurs deux syndicats. Il argue que leur séparation est un héritage colonial qui n'a plus lieu d'être, que tous les citoyens des Fidji sont fidjiens quelle que soit leur appartenance ethnique, et que la FTA est déjà ouverte à des membres non-autochtones, ayant une centaine d'adhérents indo-fidjiens.

## Organisation et adhérents
Le Syndicat des enseignants des Fidji compte 4 917 adhérents en 2021, soit un millier d'adhérents de plus que n'en a l'Association des enseignants fidjiens (FTA),. Environ 2000 d'entre eux sont autochtones, la plupart des 3000 autres étant indo-fidjiens.
Le syndicat est organisé en seize branches locales à travers le pays - à Suva, Nasinu, Rewa, Tailevu, Rakiraki, Tavua, Ba, Lautoka, Nadi, Sigatoka, Navua, Labasa, Bua, Taveuni, Savusavu et Levuka. Son secrétaire général est Agni Deo Singh, qui a succédé en 1999 à Pratap Chand.